# Trendelenburgligging

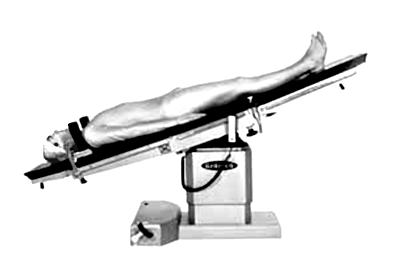
Trendelenburgligging

De trendelenburgligging (of -houding) is binnen de geneeskunde een houding waarbij een patiënt op zijn rug ligt en het gehele bed achterover is gekanteld, zodat de benen hoger gelegen zijn dan het hart. Het idee is dat er minder bloed in het veneuze systeem van de benen achterblijft, zodat er meer bloedvolume beschikbaar is voor de hersenen. Het is onduidelijk of dit werkelijk gebeurt.
Bij bekkenoperaties kan de houding handig zijn, omdat de organen hoger in de buikholte komen te liggen. Ook bij patiënten met een chiarimalformatie, waarbij een deel van het cerebellum door een te groot foramen magnum naar caudaal is ingezakt, kan het nuttig zijn de patiënt in deze kieptafelpositie te brengen, omdat het cerebellum zo zelf nog de kans krijgt terug te zakken in de achterste schedelgroeve.
De naam is ontleend aan de Duitse chirurg Friedrich Trendelenburg (1844-1924). De tegenovergestelde positie (benen juist lager) wordt de antitrendelenburgligging genoemd.